# Chrysorráchi (Ioánnina)
Chrysorráchi, en grec moderne : Χρυσορράχη, est un village du dème de Pogóni, district régional d'Ioánnina, en Épire, Grèce.
Selon le recensement de 2011, la population du village compte 143 habitants.